# FC Rhade
Der FC Rhade (offiziell: Fußballclub Schwarz-Grün Rhade 1925 e.V.) war ein Fußballverein aus dem Dorstener Stadtteil Rhade im Kreis Recklinghausen. Die erste Mannschaft nahm einmal an der Hauptrunde des DFB-Pokals teil.

## Geschichte
Die Fußballer des FC Rhade spielten jahrelang lediglich auf lokaler Ebene und schafften im Jahre 1979 den Aufstieg in die Landesliga Westfalen. In der Saison 1981/82 qualifizierte sich die Mannschaft für die Hauptrunde des DFB-Pokals und verlor in der ersten Runde beim TuS Oberwinter, der seinerzeit in der viertklassigen Verbandsliga Rheinland spielte, mit 0:2. Im Jahre 1991 stieg die Mannschaft in die Verbandsliga Westfalen auf und erreichte gleich in der Aufstiegssaison 1991/92 den sechsten Platz. Ein Jahr später wurden die Rhader Fünfter, verpassten allerdings 1994 den möglichen Aufstieg in die Oberliga Westfalen um Längen.
Im Jahre 1998 stieg die Mannschaft aus der Verbandsliga ab und wurde ein Jahr später Vizemeister der Landesligagruppe 4 hinter dem SC Hassel und ermittelte in einer Aufstiegsrunde mit den Vizemeistern der vier anderen Staffeln zwei weitere Aufsteiger in die Verbandsliga Westfalen. Rhade konnte sich dabei dank der besseren Tordifferenz gegenüber dem TuS Jöllenbeck durchsetzen und stieg gemeinsam mit dem FSC Rheda auf. Nach einem zehnten Platz in der Aufstiegssaison 1999/2000 folgte ein Jahr später der Abstieg in die Landesliga. Ein Jahr später zog der Verein seine Mannschaft freiwillig in die Bezirksliga zurück, aus der man nach nur einer Saison in die Kreisliga A absteigen musste. In der Saison 2011/12 gab der Verein ein kurzes Gastspiel in der Bezirksliga.
In den 2000er Jahren konnte die Frauenmannschaft des FC Rhade Erfolge feiern. Nach Aufstiegen in den Jahren 2005 und 2007 spielte die Mannschaft in der Landesliga. Im Jahre 2012 gelang der Aufstieg in die viertklassige Westfalenliga, ehe zwei Jahre später der Abstieg folgte. Die B-Juniorinnen wurden im Jahre 2011 Westfalenmeister und schafften den Aufstieg in die Regionalliga West. Dort wurden sie zwei Jahre später Vizemeister hinter Borussia Mönchengladbach.

## Nachfolgeverein SSV Rhade
Im Jahre 2014 fusionierte der FC Rhade mit den Sportfreunden Rhade zum SSV Rhade. Die Männermannschaft trat in der Kreisliga B an. Die Frauenmannschaft stieg 2019 in die Westfalenliga auf. Die B-Juniorinnen spielten in der Regionalliga West. Der SSV Rhade brachte mit Dörthe Hoppius eine Bundesligaspielerin hervor.

## Persönlichkeiten
- Ünal Alpuğan
- Norbert Elgert
- Max Jansen
- Klaus Täuber
- Sascha Wolf